# Agrostis barbata
Agrostis barbata é uma espécie de gramínea do gênero Agrostis, pertencente à família Poaceae.